# Исландский национальный костюм

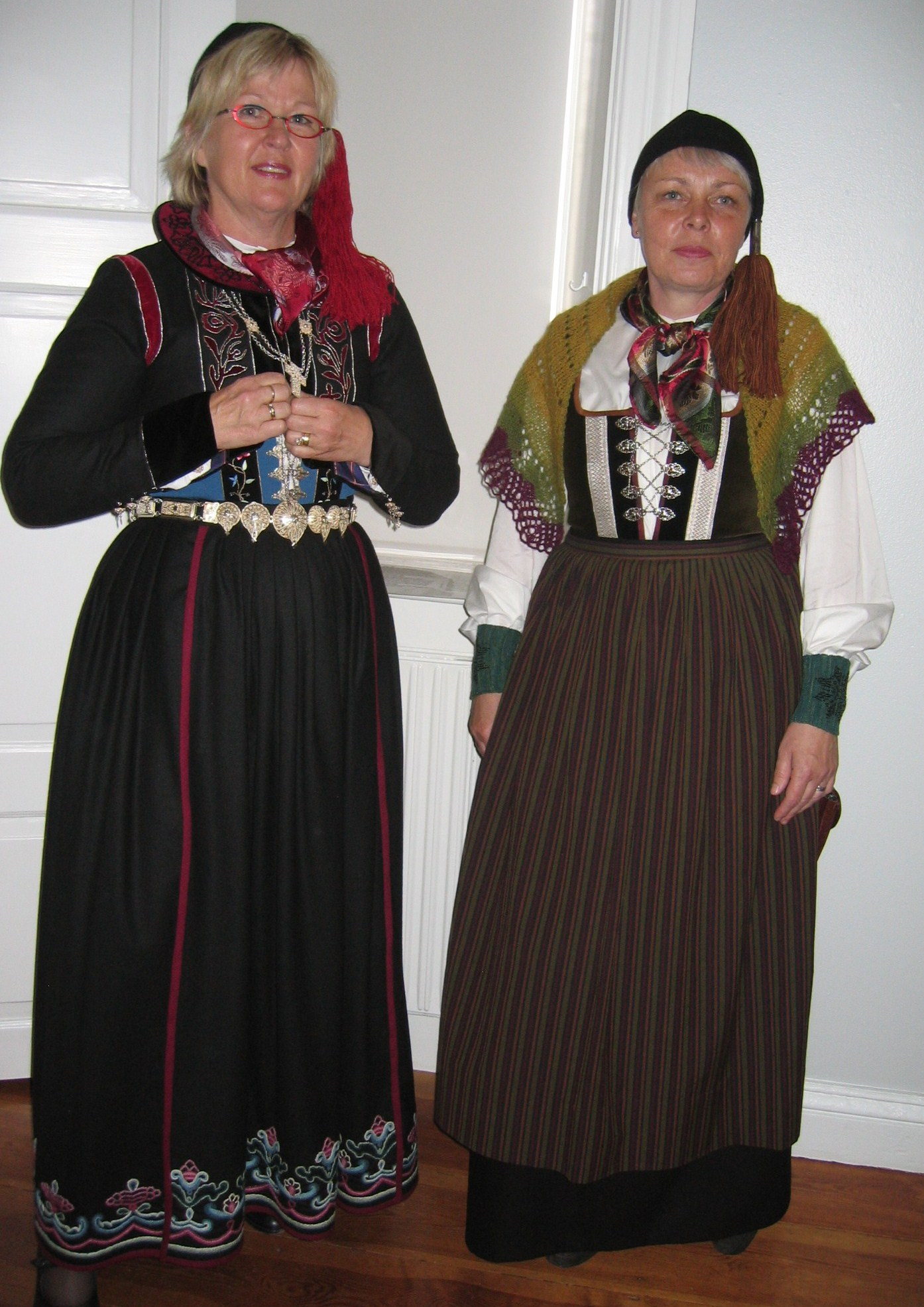
Исландки, надевшие фалдбунингюр XVIII века и исландские шляпы.

Исландский национальный костюм (исл. Íslenski þjóðbúningurinn) — собирательное название национальных костюмов исландцев, которые за прошедшие века претерпели много изменений. На сегодняшний день специальная комиссия следит за тем, чтобы в дальнейшем они не меняли свой вид.

## Женская одежда
Есть пять видов исландских национальных костюмов для женщин. Это киртидль — длинная рубаха с короткими рукавами (kyrtill), скёйтбунингюр (skautbúningur), фальдбунингюр (faldbúningur), пе́йсуфёт (peysuföt) и уппхлютюр (upphlutur). Первые два были созданы художником Сигюрдюром Гвюдмюндссоном в XIX веке, а последние три известны со средневековья.
Фальдбунингюр, который знаменит шляпой с изогнутым орнаментом, является одним из самых старых костюмов, который носили исландские женщины с начала XVII до конца XIX века.
Пе́йсуфёт представляет собой черное шерстяное платье, которое носили исландки в XVIII—XIX веках. В комплект пе́йсуфёта входила также чёрная исландская шапка. Считается, что исландки хотели сделать фальдбунингюр удобнее и стали носить вещи из мужского национального костюма. Так мужская вязанная шерстяная куртка с пуговицами (peysa) — стал кофтой без пуговиц из национального исландского женского костюма.
Уппхлютюр (буквально «верхняя часть») — женский костюм, который носили в средневековой Исландии. На уппхлютюре есть корсет, который обычно бывает красным или синим, реже чёрным. С уппхлютюр, как и с фа́льдбунингюр, носили исландскую шляпу.
Дизайн киртидля похож на традиционную одежду викингов.
Скёйтбунингюр создан Сигюрдюром Гвюдмюндссоном как модернизированный вариант фальдабунингюра, который не использовался с середины XIX века.

## Мужская одежда
Национальный исландский мужской костюм является прямым наследником традиционной исландской одежды, которую носили исландцы в XVII—XIX веках, состоит из шерстяных штанов и жакета с пуговицами (treyja), но может быть заменен вязанной шерстяной курткой (peysa).

## Обувь
Несмотря на то, что сейчас с национальной одеждой и женщины, и мужчины обычно надевают современную обувь, жива и традиционная версия исландской обуви из рыбьей или овечьей кожи, которые называются roðskór и sauðskinsskór соответственно. С традиционной одеждой иногда надевают обувь XVIII—XIX века, которая схожа с обувью того же времени Фарерских островов и Норвегии.

## Галерея

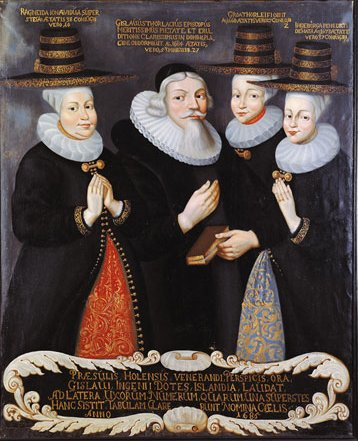
Исландский костюм людей высшего общества XVII века.
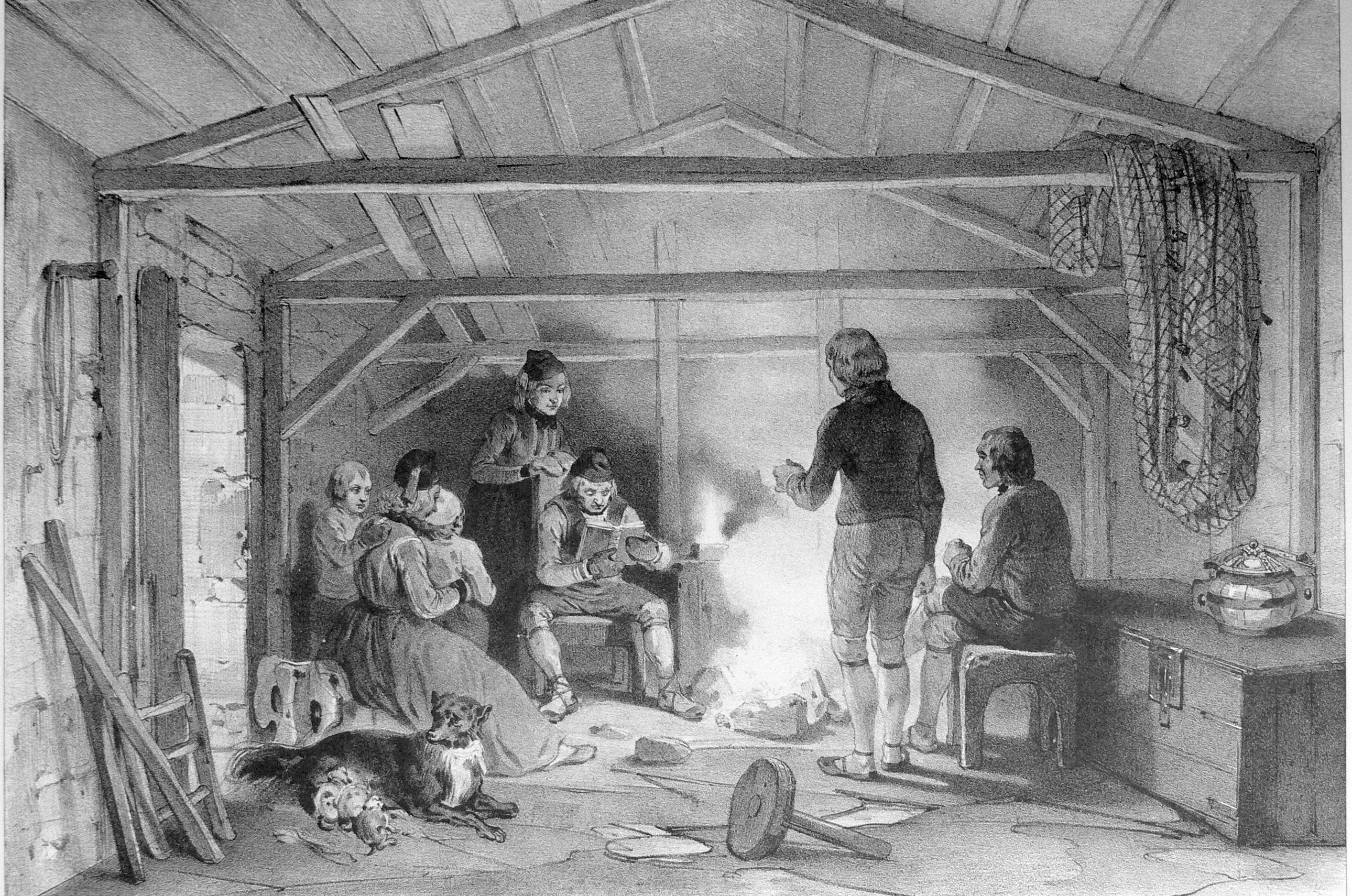
Люди в национальных костюмах.
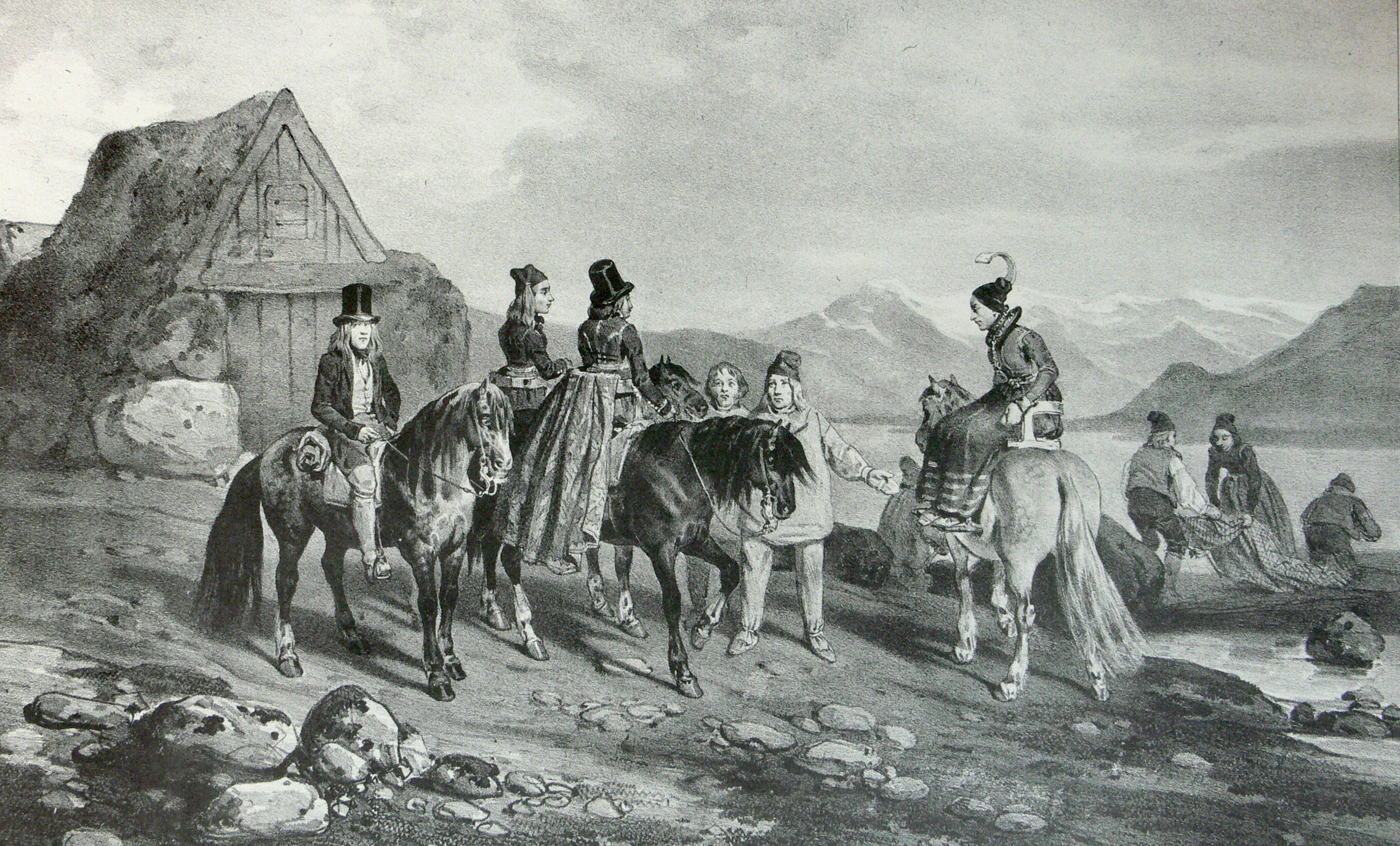
Исландцы, идущие в церковь. Женщины одеты в фальдбунингюр.
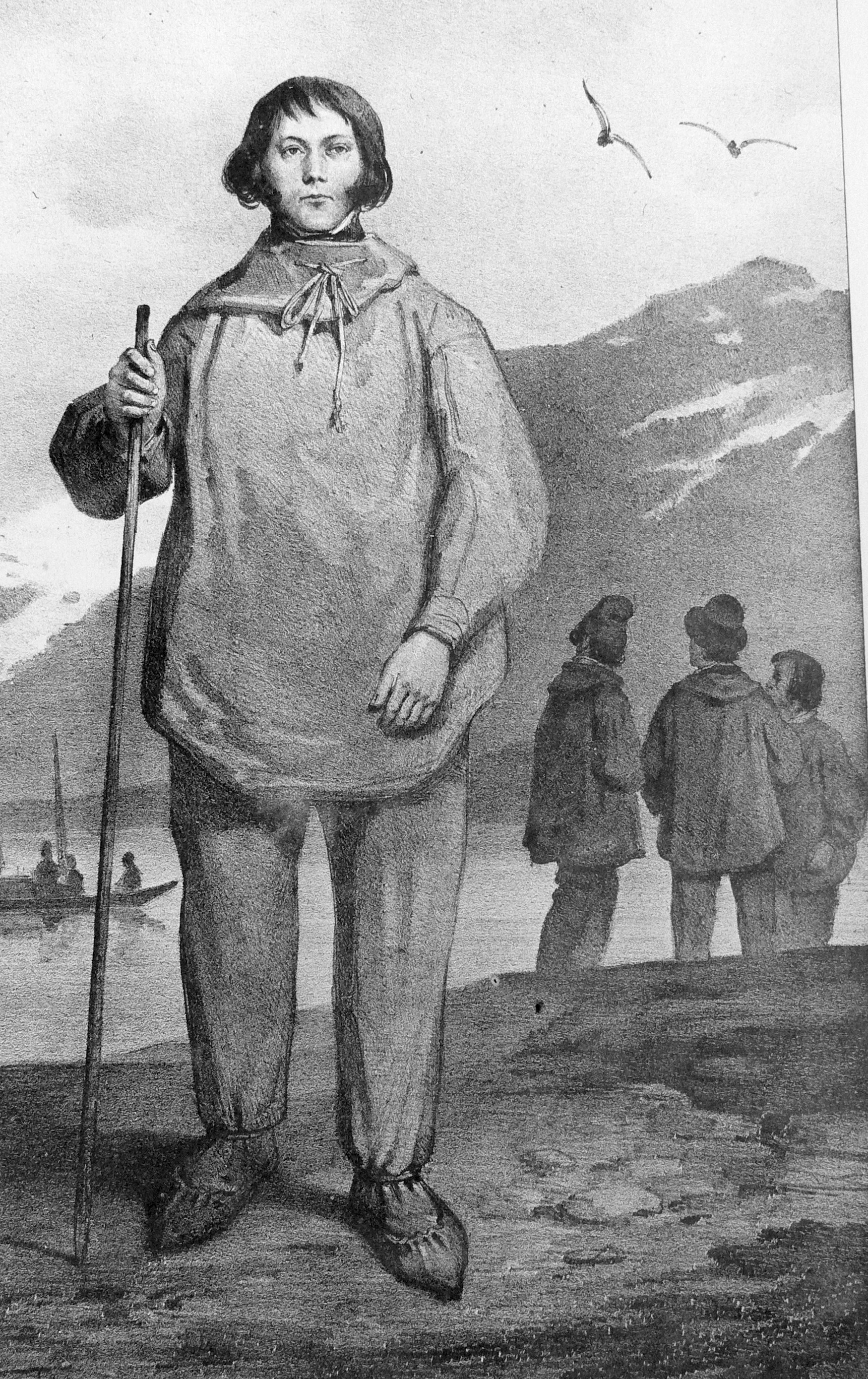
Традиционная одежда моряков.
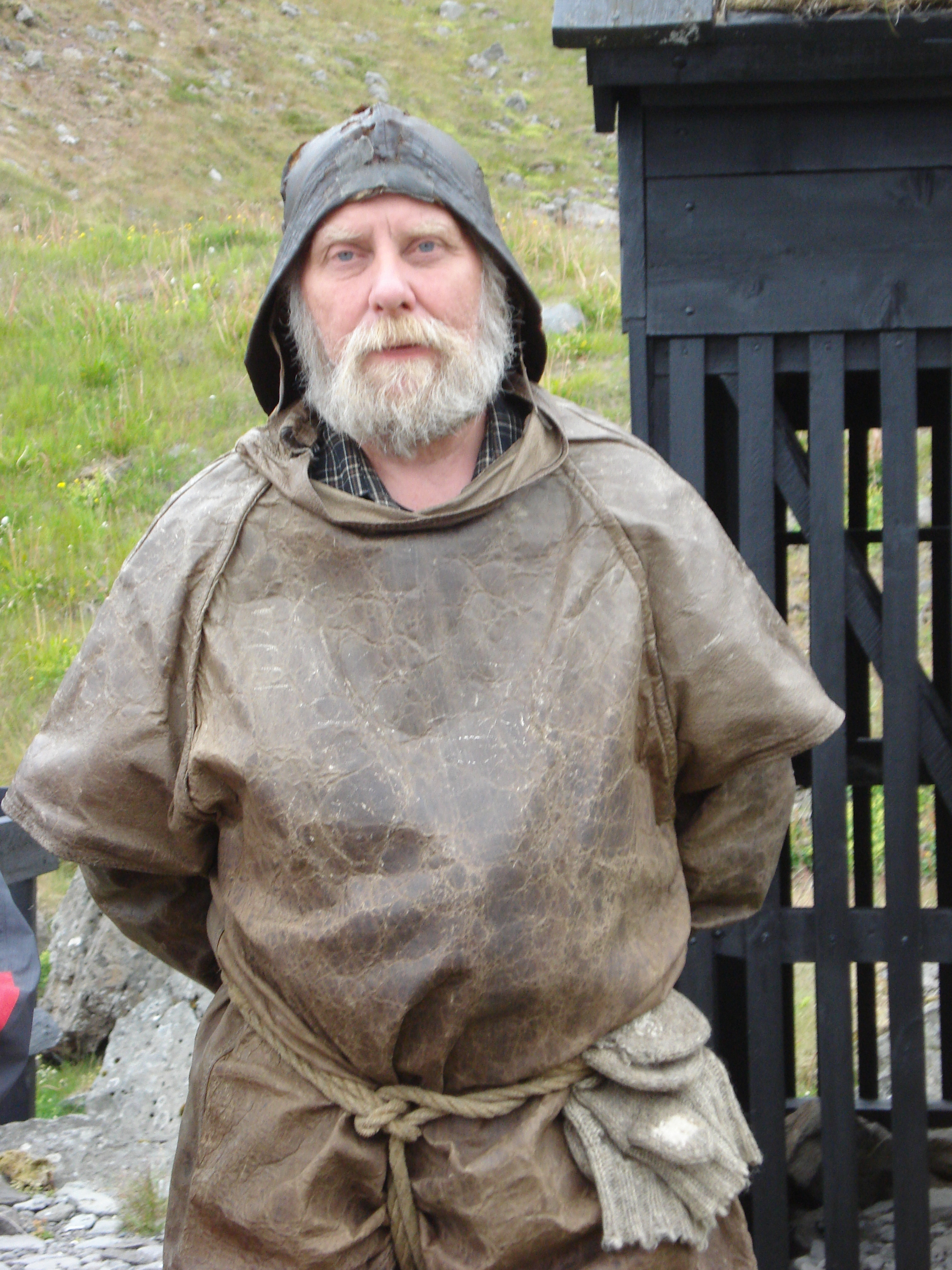
Традиционная одежда моряков XIX века.
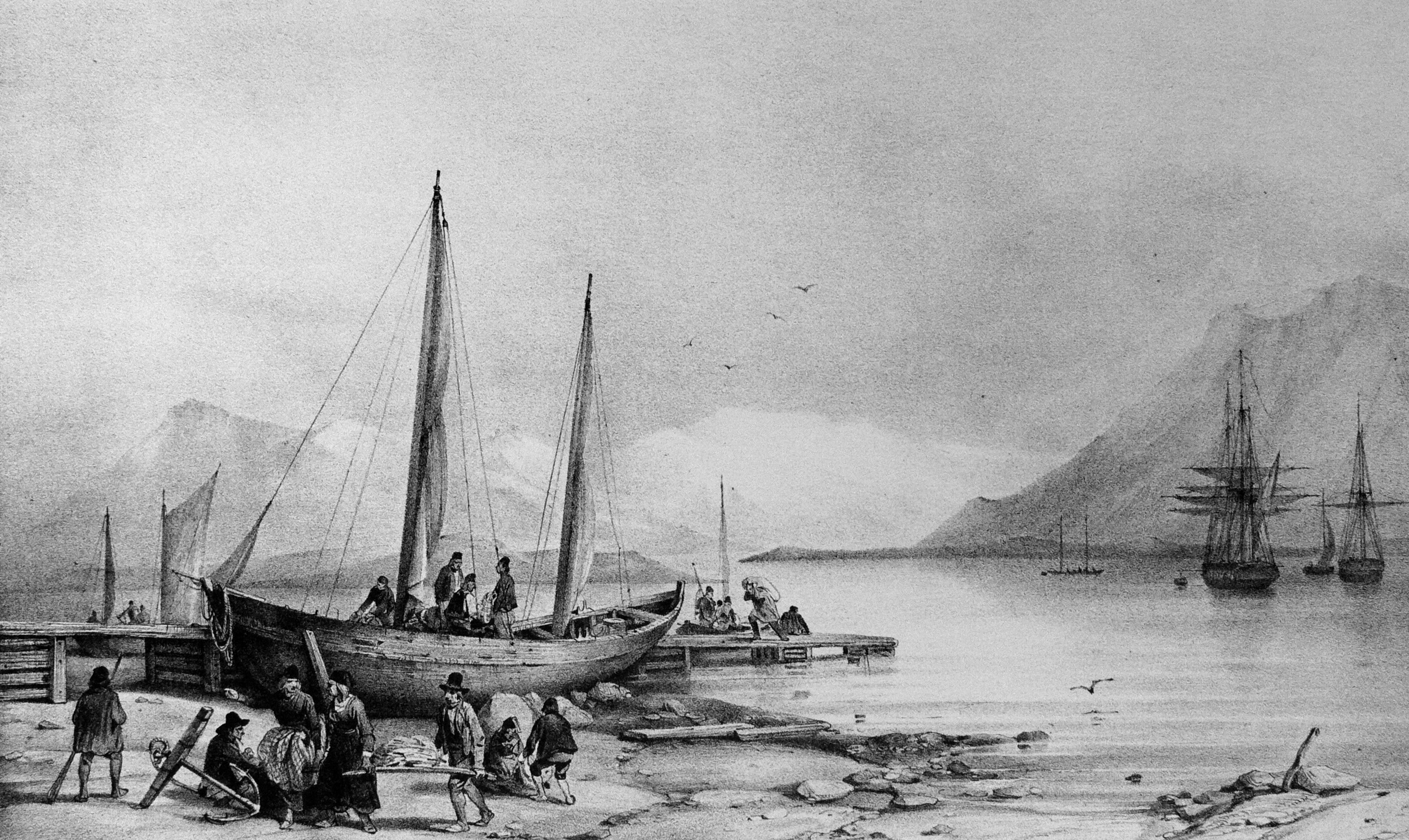
Люди в традиционных костюмах начала XIX века.
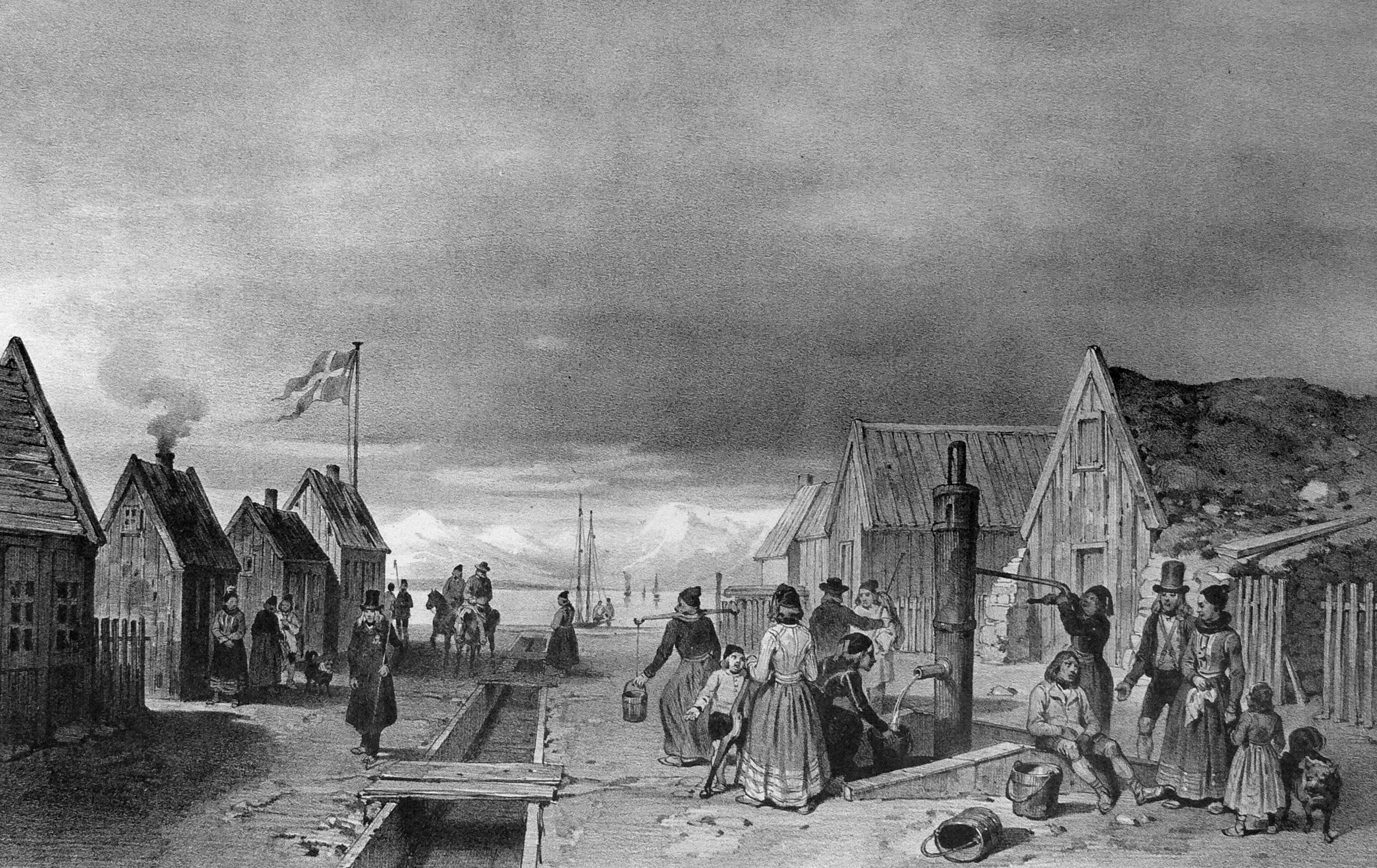
Жители Рейкьявика в начале XIX века.
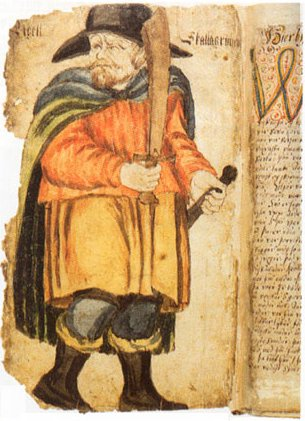
Картина из рукописи XVII века, где запечатлен Эгиль Скаллагримссон.
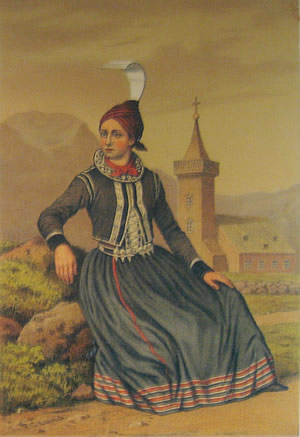
Женщина, одетая в фальдбунингюр.
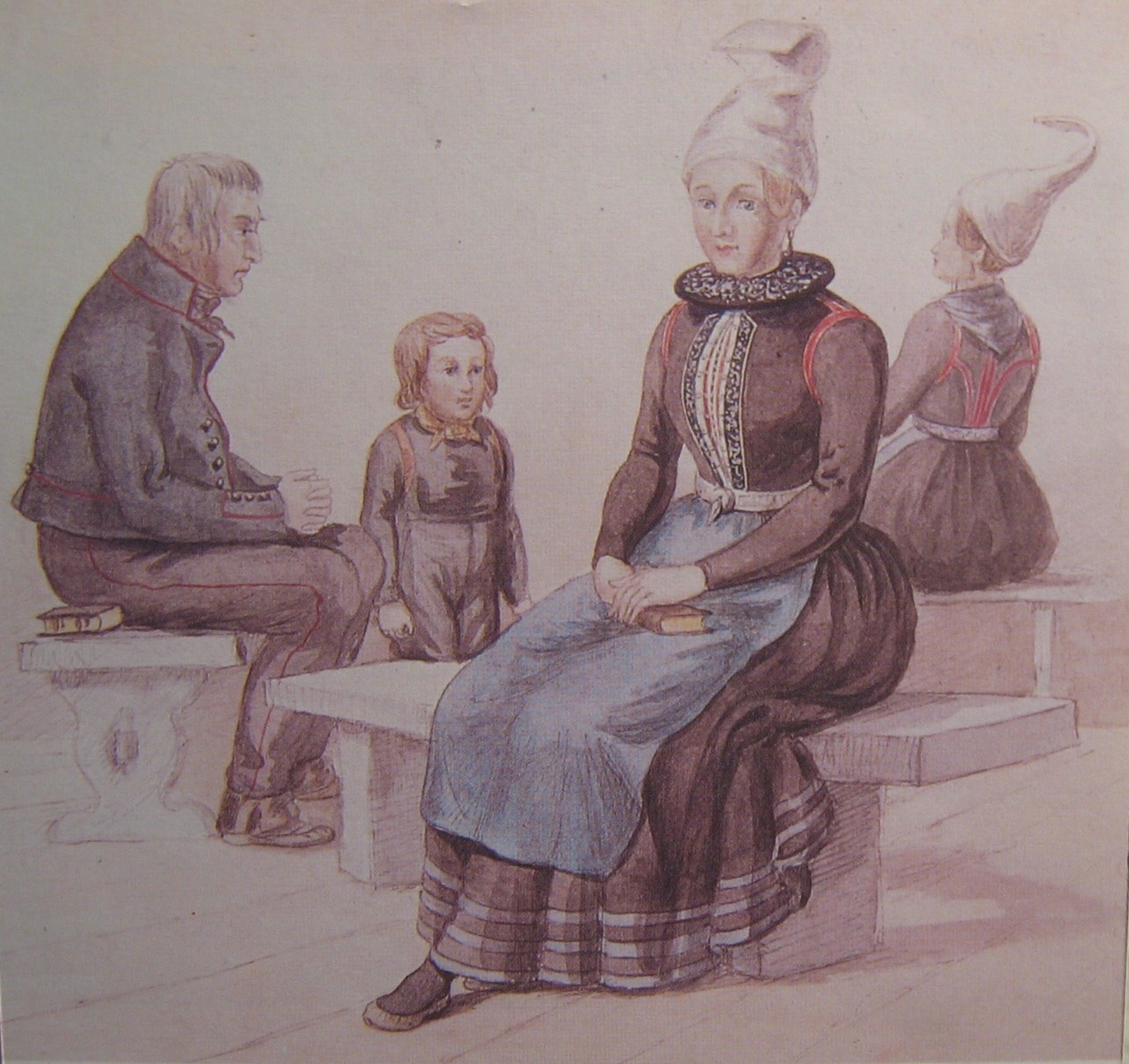
Женщина и мужчина в традиционных исландских костюмах.